# Дель Мандо, Лайза
Ла́йза дель Мандо́ (англ. Liza del Mundo; 8 марта 1975, Сан-Диего, Калифорния, США) — американская актриса

.

## Биография
Лайза дель Мандо родилась 8 марта 1975 года в Сан-Диего (штат Калифорния, США) в семье филиппинского происхождения. В 1993 году Лайза окончила «Mt. Carmel High School».
Лайза дебютировала в кино в 1992 году, сыграв роль Тины в телесериале «Молодые и дерзкие». Дель Мандо прославилась с ролью Северы из телесериала «Скорая помощь», в котором она снималась в 2003—2004 года. Также она играла в рекламных роликах.
С 10 февраля 2001 года Лайза замужем за Марком Венсером. У супругов двое детей.